# Спинели II (Напуљ)
Спинели II је насеље у Италији у округу Напуљ, региону Кампанија.
Према процени из 2011. у насељу је живело 244 становника. Насеље се налази на надморској висини од 53 м.